# لیگ دسته دوم فوتبال ایران ۹۱–۱۳۹۰
لیگ دسته دوم فوتبال ایران سومین رده لیگ‌های فوتبال در ایران است.
در فصل ۹۱–۱۳۹۰ لیگ دسته دوم فوتبال ایران، تعداد ۲۸ تیم در دو گروه ۱۴ تیمی و به صورت رفت و برگشت با هم رقابت می‌کنند که در مجموع هر تیم ۲۶ بازی انجام خواهد داد.
در هر گروه تیم‌های اول و دوم به صورت مستقیم به لیگ دسته اول صعود می‌کنند و تیم‌های سیدهم و چهاردهم هر گروه به لیگ دسته سوم فوتبال ایران سقوط خواهند کرد و بازنده بازی رفت و برگشت تیم‌های دوازدهم هر گروه نیز به لیگ دسته سه فوتبال ایران سقوط می‌کند. به‌طور کلی چهار تیم به دسته اول صعود می‌کنند و ۷ تیم به دسته سوم سقوط خواهند نمود.
این فصل از بازی‌ها از ۸ سپتامبر سال ۲۰۱۱ آغاز می‌شوند.

## تیم‌ها

### گروه الف
| تیم                               | شهر       | توضیح                                    |
| --------------------------------- | --------- | ---------------------------------------- |
| باشگاه فوتبال البدر بندر کنگ      | بندرعباس  | جایگزین با باشگاه فوتبال آریاناگستر کیش  |
| باشگاه فوتبال استقلال اهواز       | اهواز     |                                          |
| باشگاه فوتبال فجر جام بوشهر       | بوشهر     |                                          |
| باشگاه فوتبال فولاد نوین خوزستان  | اهواز     |                                          |
| باشگاه فوتبال گیتی‌پسند اصفهان     | اصفهان    |                                          |
| باشگاه فوتبال ملی حفاری اهواز     | اهواز     |                                          |
| باشگاه فوتبال مقاومت تهران        | تهران     |                                          |
| باشگاه فوتبال نفت و گاز گچساران   | دوگنبدان  |                                          |
| باشگاه فوتبال نفت محمودآباد       | محمودآباد |                                          |
| باشگاه فوتبال سپیدرود رشت         | رشت       |                                          |
| باشگاه فوتبال شهرداری اردبیل      | اردبیل    |                                          |
| باشگاه فوتبال شموشک نوشهر         | نوشهر     |                                          |
| باشگاه فوتبال سیاه‌جامگان مشهد     | مشهد      | جایگزین با باشگاه فوتبال گلچین رباط کریم |
| باشگاه فوتبال ذوب آهن نوین اصفهان | فولادشهر  |                                          |

### گروه ب
| تیم                               | شهر        | توضیح                                                  |
| --------------------------------- | ---------- | ------------------------------------------------------ |
| باشگاه فوتبال آشیان گستر ورامین   | ورامین     |                                                        |
| باشگاه فوتبال چوکا تالش           | هشتپر      |                                                        |
| باشگاه فوتبال داتیس لرستان        | خرم‌آباد    |                                                        |
| باشگاه فوتبال گسترش فولاد سهند    | سهند (شهر) |                                                        |
| باشگاه فوتبال منطقه ویژه بندرعباس | بندرعباس   | جایگزین با باشگاه فوتبال آلومینیوم المهدی نوین هرمزگان |
| باشگاه فوتبال مهر کرج             | کرج        |                                                        |
| باشگاه فوتبال نفت امیدیه          | امیدیه     |                                                        |
| باشگاه فوتبال الوند همدان         | همدان      |                                                        |
| باشگاه فوتبال پیام مشهد           | مشهد       |                                                        |
| باشگاه فوتبال پرسپولیس برازجان    | برازجان    |                                                        |
| باشگاه فوتبال پرشین زنجان         | زنجان      | جایگزین با باشگاه فوتبال شهرداری زنجان                 |
| صنعت نفت نوین                     | آبادان     |                                                        |
| باشگاه فوتبال شهرداری دزفول       | دزفول      | جایگزین با باشگاه فوتبال فولاد نطنز                    |
| باشگاه فوتبال شهرداری نوشهر       | نوشهر      | جایگزین با باشگاه فوتبال نوژن ساری                     |

## جدول‌ها

### گروه الف
| رتبه | تیم               | بازی | برد | مساوی | باخت | زده | خورده | تفاضل                                       | امتیاز | جایگاه                                    | توضیحات |
| ---- | ----------------- | ---- | --- | ----- | ---- | --- | ----- | ------------------------------------------- | ------ | ----------------------------------------- | ------- |
| 1    | استقلال اهواز     | 26   | 13  | 9     | 4    | 36  | 16    | +20                                         | 35     | صعود به لیگ آزادگان ۹۲–۱۳۹۱               |         |
| 2    | حفاری اهواز       | 26   | 14  | 3     | 9    | 42  | 24    | +18                                         | 31     | صعود به لیگ آزادگان ۹۲–۱۳۹۱               |         |
| 3    | مقاومت تهران      | 26   | 11  | 9     | 6    | 31  | ۲۳    | خطای عبارت: نویسه نقطه‌گذاری شناخته نشده «۲» | 31     |                                           |         |
| 4    | سیاه جامگان       | 26   | 11  | 6     | 9    | 35  | ۲۹    | خطای عبارت: نویسه نقطه‌گذاری شناخته نشده «۲» | 28     |                                           |         |
| 5    | نفت و گاز گچساران | 26   | 11  | 5     | 10   | 27  | ۳۳    | خطای عبارت: نویسه نقطه‌گذاری شناخته نشده «۳» | 27     |                                           |         |
| 6    | شهرداری اردبیل    | 26   | 10  | 7     | 9    | 33  | ۲۳    | خطای عبارت: نویسه نقطه‌گذاری شناخته نشده «۲» | 27     |                                           |         |
| 7    | فولاد نوین        | 26   | 9   | 10    | 7    | 29  | ۲۲    | خطای عبارت: نویسه نقطه‌گذاری شناخته نشده «۲» | 28     |                                           |         |
| 8    | گیتی پسند اصفهان  | 26   | 10  | 7     | 9    | 34  | ۳۱    | خطای عبارت: نویسه نقطه‌گذاری شناخته نشده «۳» | 27     |                                           |         |
| 9    | فجر جم بوشهر      | 26   | 9   | 8     | 9    | 34  | ۲۹    | خطای عبارت: نویسه نقطه‌گذاری شناخته نشده «۲» | 26     |                                           |         |
| 10   | سپیدرود           | 26   | 9   | 8     | 9    | 26  | ۲۶    | خطای عبارت: نویسه نقطه‌گذاری شناخته نشده «۲» | 26     |                                           |         |
| 11   | بدر هرمزگان       | 26   | 9   | 7     | 10   | 25  | ۲۹    | خطای عبارت: نویسه نقطه‌گذاری شناخته نشده «۲» | 25     |                                           |         |
| 12   | نفت محمودآباد     | 26   | 8   | 6     | 12   | 29  | 39    | −10                                         | 22     | Relegation Play Off                       |         |
| 13   | ذوب آهن نوین (R)  | 26   | 6   | 9     | 11   | 20  | 31    | −11                                         | 21     | سقوط به لیگ دسته سوم فوتبال ایران ۹۲-۱۳۹۱ |         |
| 14   | شموشک (R)         | 26   | 2   | 6     | 18   | 6   | 52    | −46                                         | 10     | سقوط به لیگ دسته سوم فوتبال ایران ۹۲-۱۳۹۱ |         |

آخرین به روز رسانی جدول 7 May 2012
منبع: Foolad FC
نحوه قرار گرفتن در جدول:1st امتیاز؛ 2nd تفاضل گل؛ 3rd گل زده.
# = رتبه در جدول؛ بازی = تعداد بازی؛ برد = بازیهای برده؛ مساوی = بازیهای مساوی؛ باخت = بازیهای باخته؛ زده = گل زده؛ خورده = گل خورده؛ تفاضل = تفاضل گل؛ امتیاز = امتیاز گرفته؛
(ق) = قهرمان؛ (س) = سقوط کرده؛ (ص) = صعود به رده بالاتر؛ (پ) = رفتن به پلی آف؛ (۱/۴) = رفتن به ۱/۴

### گروه ب
| رتبه | تیم               | بازی | برد | مساوی | باخت | زده | خورده | تفاضل                                       | امتیاز | جایگاه                                    | توضیحات |
| ---- | ----------------- | ---- | --- | ----- | ---- | --- | ----- | ------------------------------------------- | ------ | ----------------------------------------- | ------- |
| 1    | پاس نوین          | 26   | 15  | 8     | 3    | 42  | 14    | +28                                         | 38     | صعود به لیگ آزادگان ۹۲–۱۳۹۱               |         |
| 2    | فولاد سهند        | 26   | 15  | 6     | 5    | 52  | 21    | +31                                         | 36     | صعود به لیگ آزادگان ۹۲–۱۳۹۱               |         |
| 3    | نفت امیدیه        | 26   | 13  | 11    | 2    | 37  | ۲۰    | خطای عبارت: نویسه نقطه‌گذاری شناخته نشده «۲» | 37     |                                           |         |
| 4    | صنعت نفت نوین     | 26   | 15  | 5     | 6    | 47  | 23    | +24                                         | ۰33۱   |                                           |         |
| 5    | مهر کرج           | 26   | 12  | 8     | 6    | 43  | ۳۱    | خطای عبارت: نویسه نقطه‌گذاری شناخته نشده «۳» | 32     |                                           |         |
| 6    | شهرداری دزفول     | 26   | 12  | 6     | 8    | 39  | ۲۶    | خطای عبارت: نویسه نقطه‌گذاری شناخته نشده «۲» | 30     |                                           |         |
| 7    | داتیس             | 26   | 9   | 10    | 7    | 29  | ۳۰    | خطای عبارت: نویسه نقطه‌گذاری شناخته نشده «۳» | 28     |                                           |         |
| 8    | شهرداری نوشهر     | 26   | 10  | 6     | 10   | 32  | ۲۸    | خطای عبارت: نویسه نقطه‌گذاری شناخته نشده «۲» | 26     |                                           |         |
| 9    | آشیان گستر ورامین | 26   | 10  | 5     | 11   | 29  | ۳۴    | خطای عبارت: نویسه نقطه‌گذاری شناخته نشده «۳» | 25     |                                           |         |
| 10   | منطقه ویژه        | 26   | 5   | 10    | 11   | 20  | ۲۷    | خطای عبارت: نویسه نقطه‌گذاری شناخته نشده «۲» | 20     |                                           |         |
| 11   | چوکا              | 26   | 6   | 8     | 12   | 28  | 39    | −11                                         | ۰17۲   |                                           |         |
| 12   | پرسپولیس برازجان  | 26   | 4   | 9     | 13   | 33  | 45    | −12                                         | 17     | Relegation Play Off                       |         |
| 13   | پیام مشهد (R)     | 26   | 4   | 9     | 13   | 26  | 38    | −12                                         | 17     | سقوط به لیگ دسته سوم فوتبال ایران ۹۲-۱۳۹۱ |         |
| 14   | پرشین زنجان (R)   | 26   | 0   | 3     | 23   | 6   | 87    | −81                                         | ۰13    | سقوط به لیگ دسته سوم فوتبال ایران ۹۲-۱۳۹۱ |         |

آخرین به روز رسانی جدول 7 May 2012
منبع: Foolad FC
نحوه قرار گرفتن در جدول:1st امتیاز؛ 2nd تفاضل گل؛ 3rd گل زده.
1 Sanat Naft Novin was docked 2 points due to misbehavior.
2 Chooka was docked 3 points due to misbehavior.
3 Pershiaan Zanjan was docked 2 points due to misbehavior.
# = رتبه در جدول؛ بازی = تعداد بازی؛ برد = بازیهای برده؛ مساوی = بازیهای مساوی؛ باخت = بازیهای باخته؛ زده = گل زده؛ خورده = گل خورده؛ تفاضل = تفاضل گل؛ امتیاز = امتیاز گرفته؛
(ق) = قهرمان؛ (س) = سقوط کرده؛ (ص) = صعود به رده بالاتر؛ (پ) = رفتن به پلی آف؛ (۱/۴) = رفتن به ۱/۴

## جدول نهایی

### قهرمان
| تیم ۱                       | نتیجه‌نهایی | تیم ۲                     | بازی رفت | بازی برگشت |
| --------------------------- | ---------- | ------------------------- | -------- | ---------- |
| باشگاه فوتبال استقلال اهواز | ۴–۳        | باشگاه فوتبال الوند همدان | ۴–۲      | ۰–۱        |

### رده‌بندی
| تیم ۱                          | امتیاز | تیم ۲                         | توضیح |
| ------------------------------ | ------ | ----------------------------- | ----- |
| باشگاه فوتبال گسترش فولاد سهند | انصراف | باشگاه فوتبال ملی حفاری اهواز |       |

## بازی حذفی
| تیم ۱                          | نتیجه‌نهایی | تیم ۲                       | بازی رفت | بازی برگشت |
| ------------------------------ | ---------- | --------------------------- | -------- | ---------- |
| باشگاه فوتبال پرسپولیس برازجان | ۴–۴        | باشگاه فوتبال نفت محمودآباد | ۳–۲      | ۱–۲        |

بازنده مسابقه به لیگ دسته سه سقوط خواهد کرد.

## پیوندهای مفید
- لیگ برتر فوتبال ایران ۹۱–۱۳۹۰
- لیگ آزادگان ۹۱–۱۳۹۰
- جام حذفی فوتبال ایران ۹۱–۱۳۹۰
- سوپر جام فوتبال ایران